# Ève a commencé
Pour plus de détails, voir Fiche technique et Distribution.
Ève a commencé (It Started with Eve) est un film américain d'Henry Koster sorti en 1941.

## Synopsis
Un homme dont le père est mourant veut voir sa nouvelle fiancée, mais celle-ci étant indisponible, elle est remplacée par une employée de magasin qui fait la conquête du vieil homme.

## Fiche technique
- Titre original : It Started with Eve
- Réalisation : Henry Koster
- Scénario : Norman Krasna, Leo Townsend, d'après une histoire de Hanns Kräly
- Chef-opérateur : Rudolph Maté
- Costumes : Vera West
- Décors : Russell A. Gausman
- Type : Comédie
- Production : Joe Pasternak pour Universal Pictures
- Musique : Hans J. Salter
- Durée : 90 minutes
- Date de sortie : 
  - États-Unis : 26 septembre 1941
  - France : 13 octobre 1944

## Distribution
- Deanna Durbin : Anne Terry
- Charles Laughton : Jonathan Reynolds
- Robert Cummings : Jonathan 'Johnny' Reynolds Jr.
- Guy Kibbee : L'évêque Maxwell
- Margaret Tallichet : Gloria Pennington
- Catherine Doucet : Mme Pennington
- Walter Catlett : Docteur Harvey
- Charles Coleman : Roberts, le majordome
- Leonard Elliott : Le révérend Henry Stebbins
- Gus Schilling : Raven

Acteurs non crédités :
- Nora Cecil : Mme Fields
- George Davis : Un serveur
- John Hamilton : Thomas
- Robert Homans : Un conducteur de train
- Rosalind Ivan : Mme Mulligan
- Paul Porcasi : Le chef cuisinier Armand
- Marie McDonald : Une vendeuse de cigarettes